# 1904 în artă
← 1901 în artă — 1902 în artă — 1903 în artă ——  1904 în artă  —— 1905 în artă — 1906 în artă — 1907 în artă →
1904 în artă implică o serie de evenimente:

## Evenimente

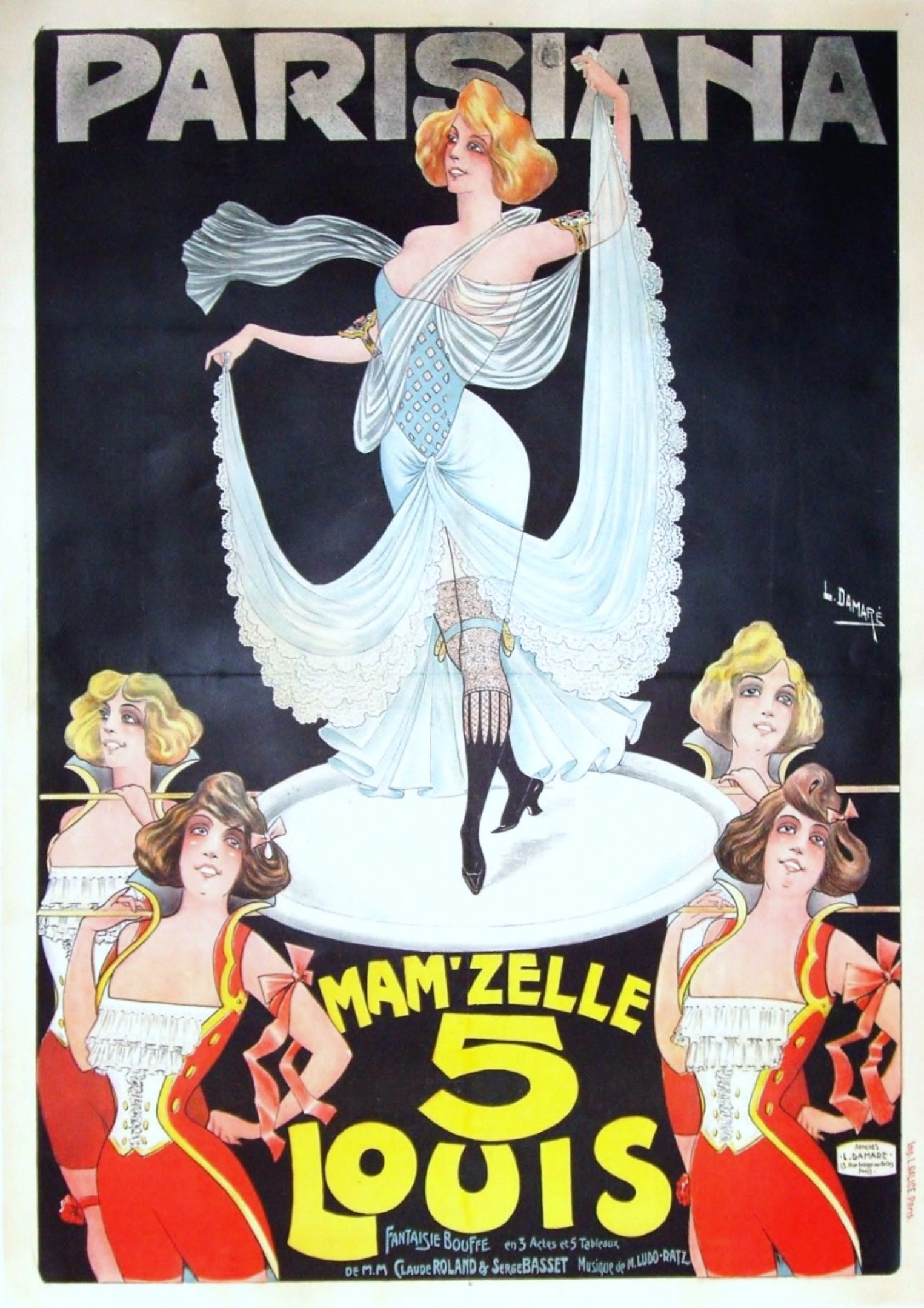
Poster realizat de artistul vizual L. Damaré (18.. - 1927), în 1904, prezentând actrița, dansatoarea și cântăreața de operă Amélie Diéterle (1871 - 1941) la Cabaretul Parisiana, în rolul principal din opereta comică Mam'zelle 5 Louis (muzica, Ludovic Ratz, libretiști Claude Roland și Serge Basset).

### Evenimente artistice oriunde
- Aprilie 
  - Octavian Smigelschi este desemnat să picteze interiorul și decorațiile Catedralei Mitropolitane din Sibiu, cu hramul Sfânta Treime). Catedrala Mitropolitană din Sibiu este o biserică ortodoxă construită între anii 1902 - 1906.
  - George Frederic Watts (care va deceda la 1 iulie), deschide și inaugurează galeria de artă Watts Gallery din satul englez Compton, Guildford, pentru a expune lucrări de ale sale.
- Noiembrie – Grupul de artistice plastice Olărițele – The Potters, grup artistic exclusiv constituit din femei, este format de artiste vizuale locale în Saint Louis, statul american  Missouri.

Fără date precise,
- Începutul Perioadei Roz (spaniolă Período rosa, 1904 - 1907) a activității creatoare a lui Pablo Picasso. Perioadei Roz este considerată ca fiind a doua mare etapă din evoluția artistică a artistului vizual spaniol.
- Pictorul, sculptorul, desenatorul și tipograful Georges Braque, unul din marii artiști vizuali ai secolului al 20-lea, părâsește școala de arte Academie Humbert.
- Pictorița și tipografa americană Mary Cassatt, stabilită în Franța, descrisă de scriitorul, jurnalistul și criticul de artă Gustave Geffroy (membru fondator al Societății literare Goncourt), ca una din „cele trei mari doamne” (franceză les trois grandes dames) ale Impresionismului, alături de Marie Bracquemond și Berthe Morisot.[1] este decorată cu Légion d'honneur – Legiunea de onoare de către guvernul francez pentru „serviciile sale aduse artei.”[2]
- Pictorul impresionist britanic Wilfrid de Glehn și portrtista americană Jane Erin Emmet se căsătoresc.
- Muzeul Kaiser-Friedrich-Museum, Berlin, designat de Ernst von Ihne și remarcat pentru „Colecția sa aparte de sculpturi” germană Skulpturensammlung, este terminat.

## Nașteri

### Ianuarie - iunie
- 13 ianuarie –
- 4 februarie –
- 28 februarie –
- 10 martie –
- 23 martie –

### Iulie - decembrie
- 1 iulie –
- 17 august –

## Decese
- 8 ianuarie –

## Galerie (lucrări din 1904)

Lucrări reprezentative
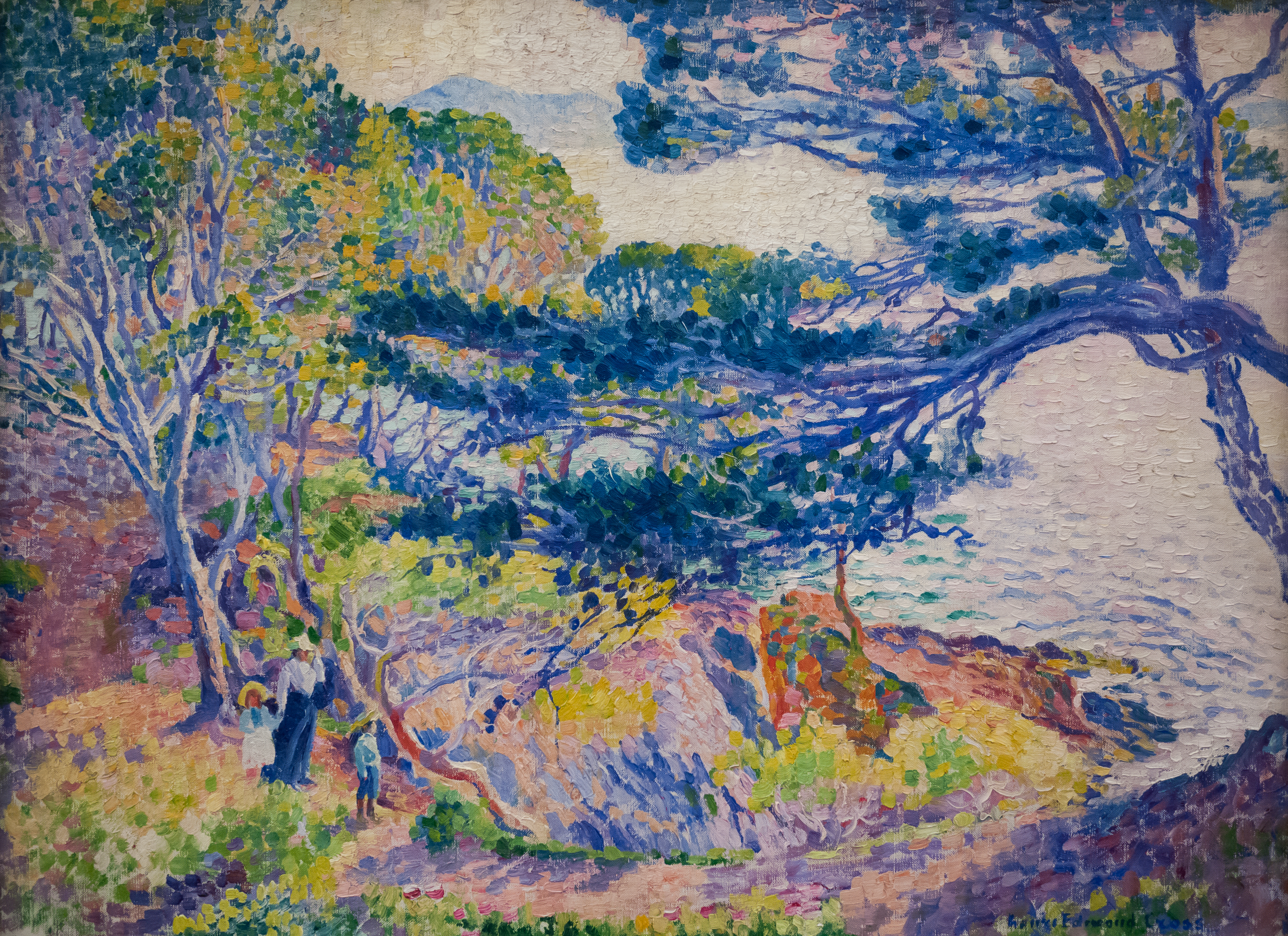
1904 în artă — Henri Edmond Cross (1856 – 1910) - Kap Layet
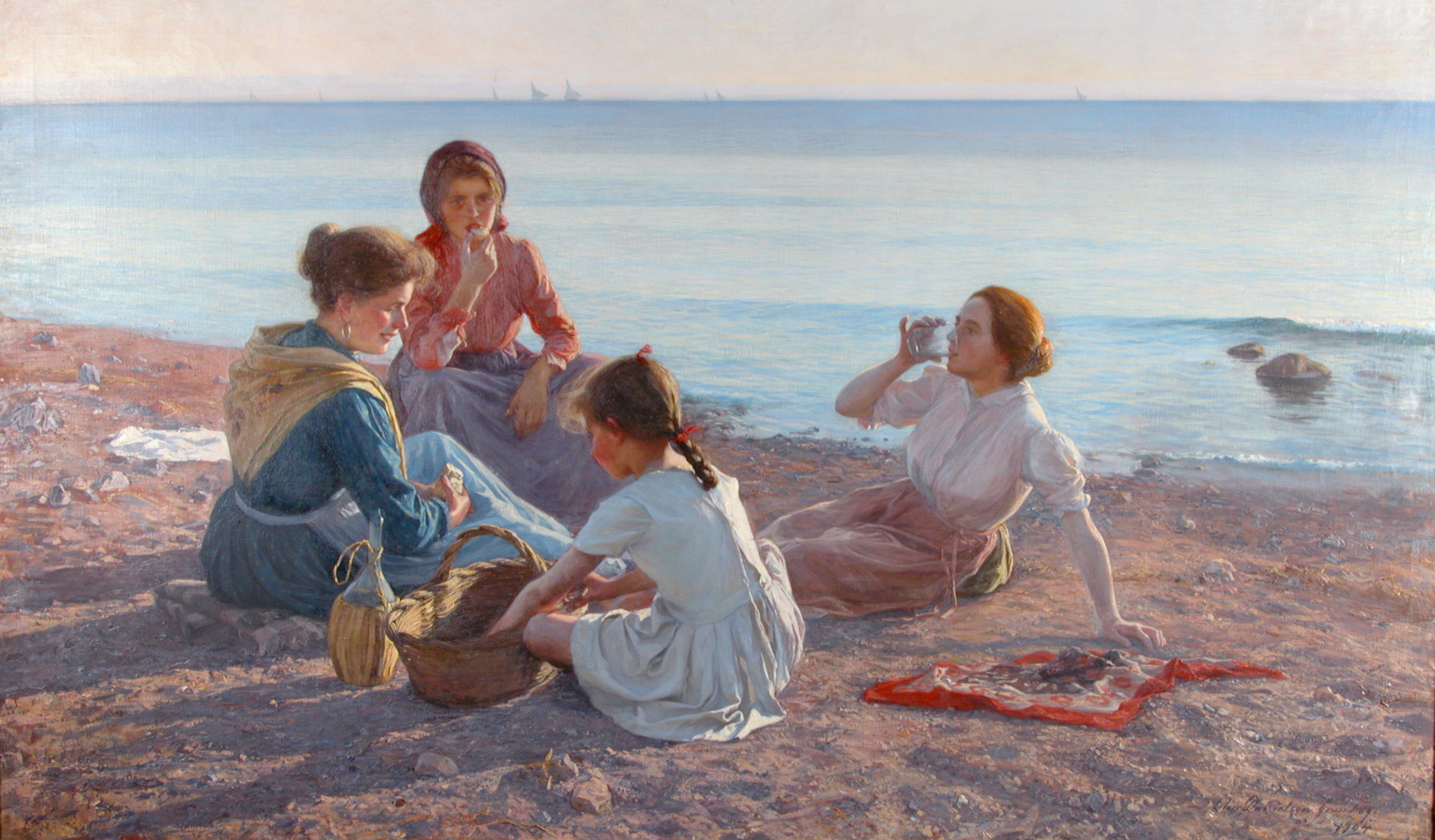
1904 în artă — Elin Danielson-Gambogi (1861 – 1919) – La Merenda, pictură în ulei
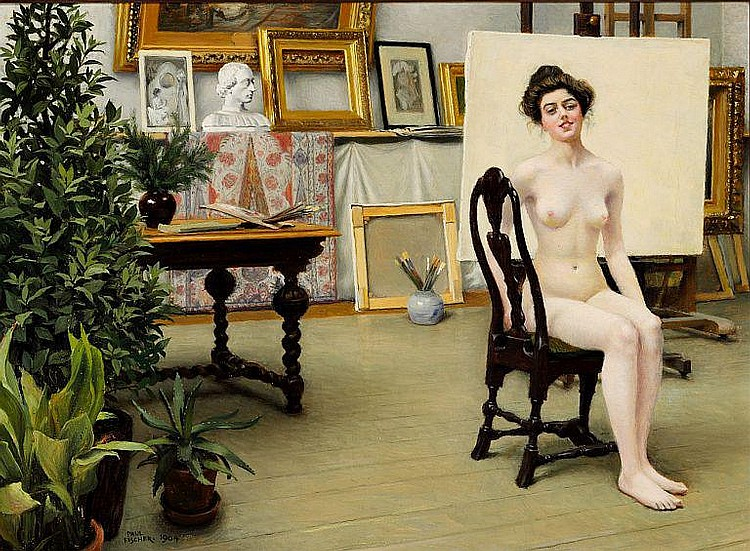
1904 în artă — Paul Gustav Fischer (1860 – 1934) – Din atelierul artistului
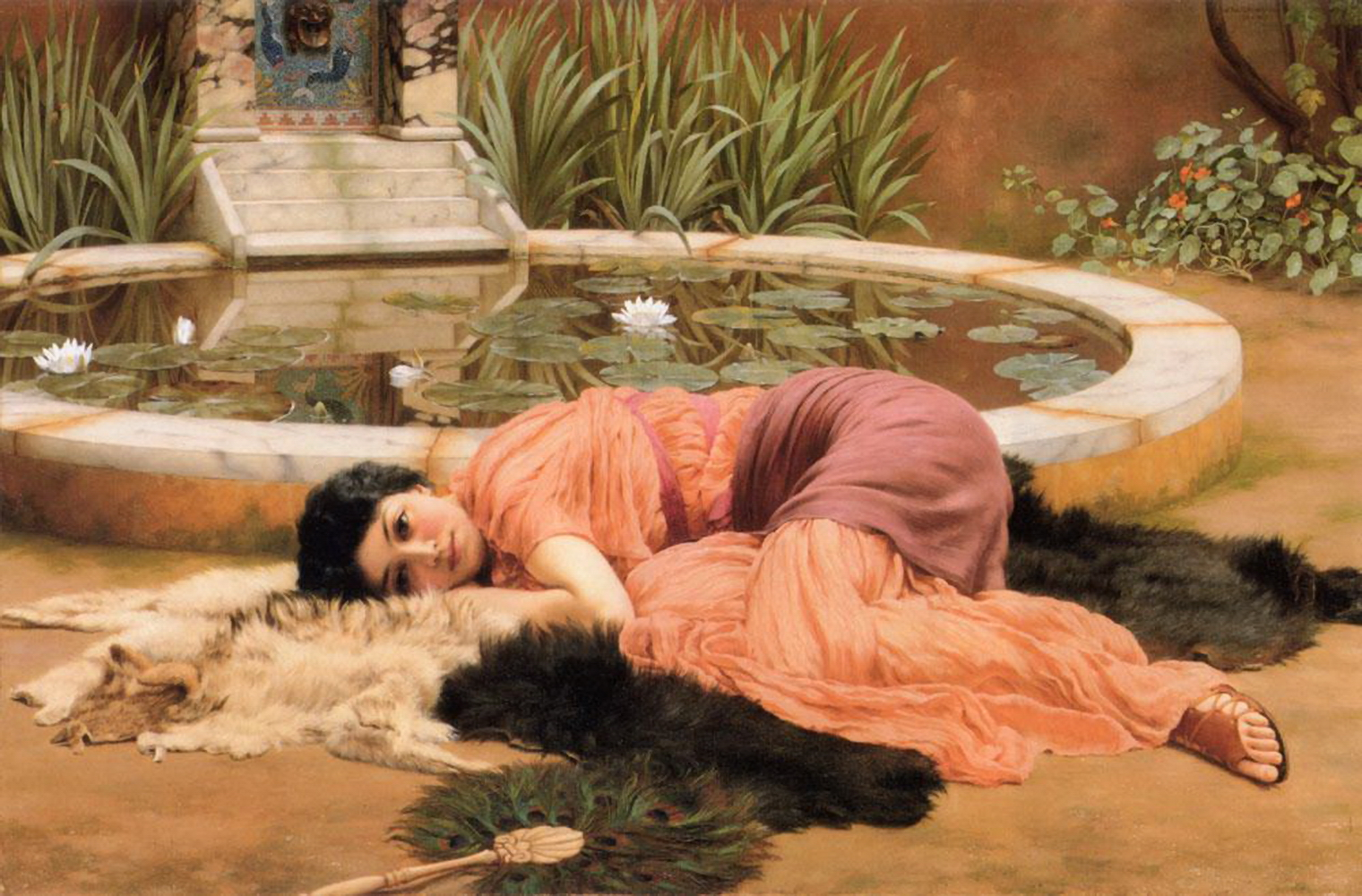
1904 în artă — John William Godward (1861 – 1922) – Dolce far niente
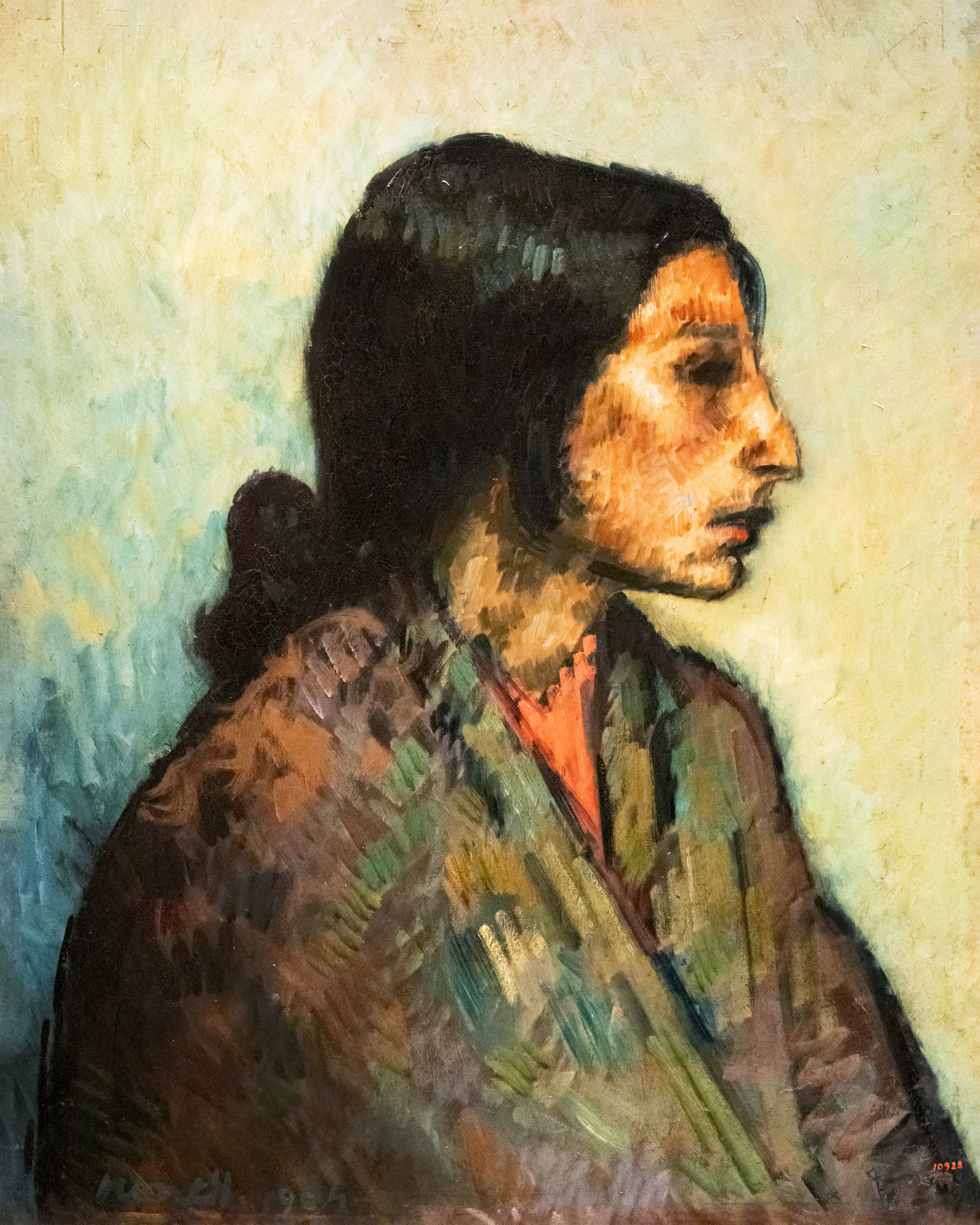
1904 în artă — Isidre Nonell (1872 – 1911) – La Pelona
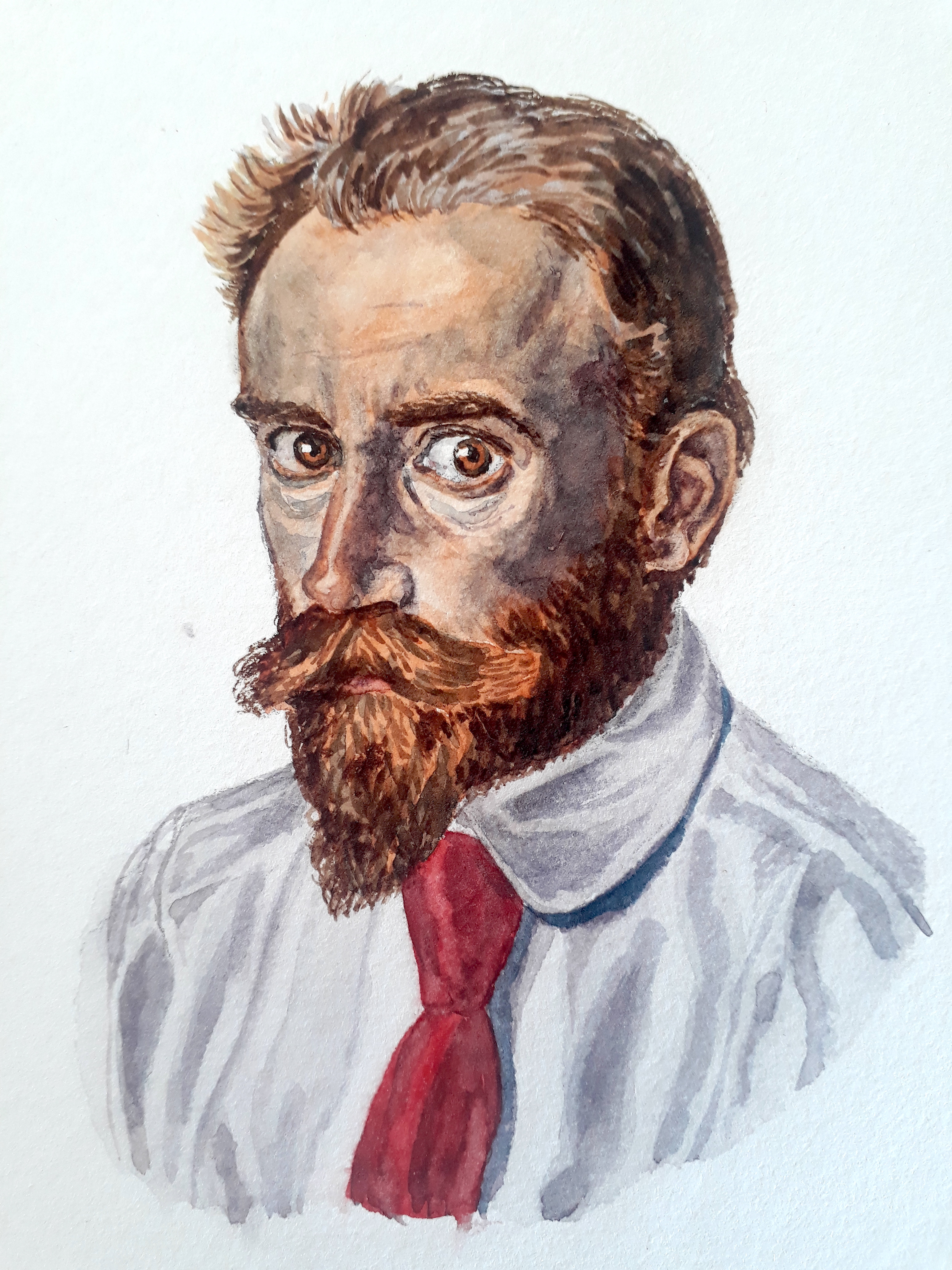
1904 în artă — Karl Camillo Schneider (1876 – 1951) – Autoportret, acuarelă, (realizat în 14 august)
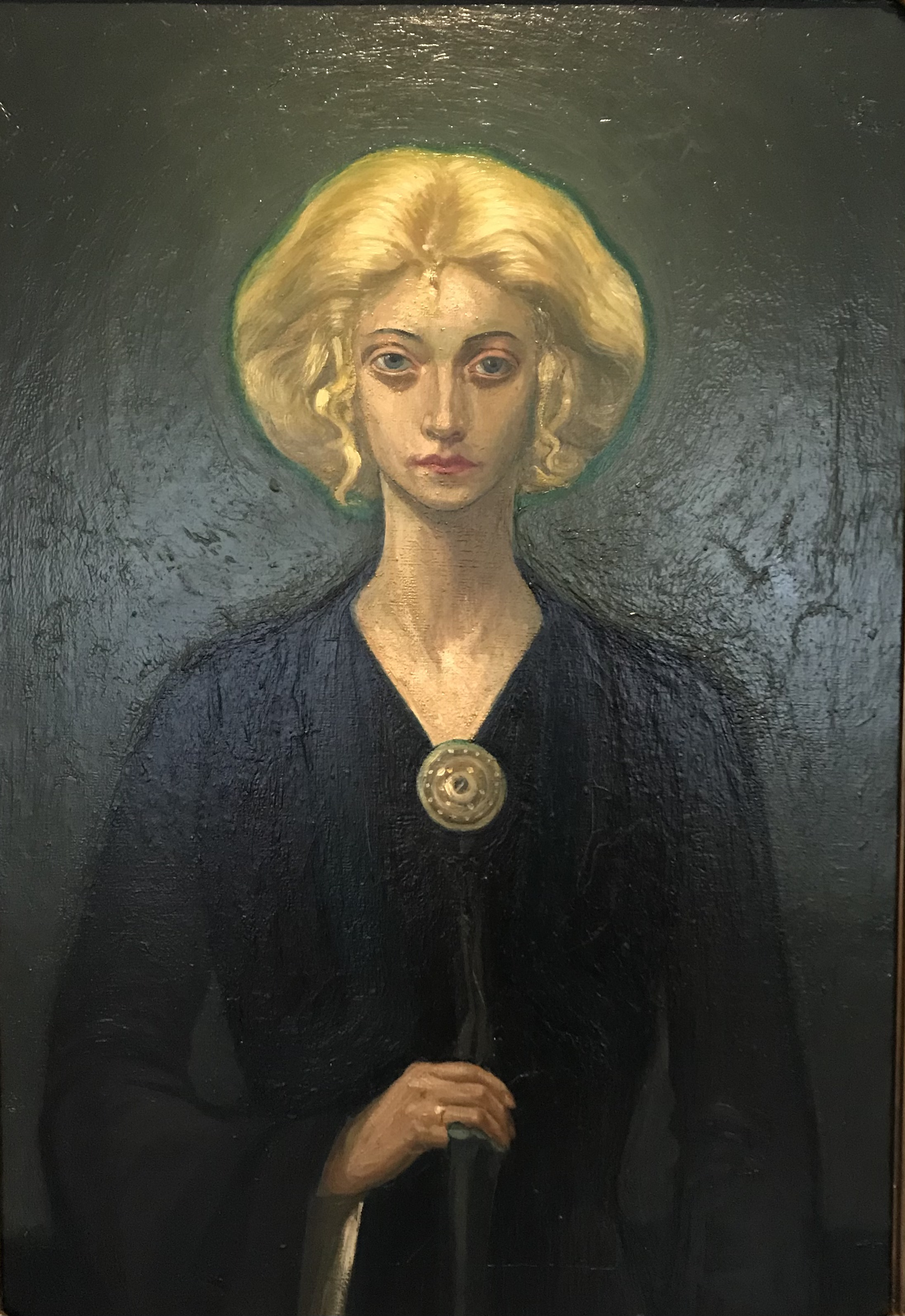
1904 în artă — Axel Törneman (1880 – 1925) –  Portretul soției artistului, Gudrun
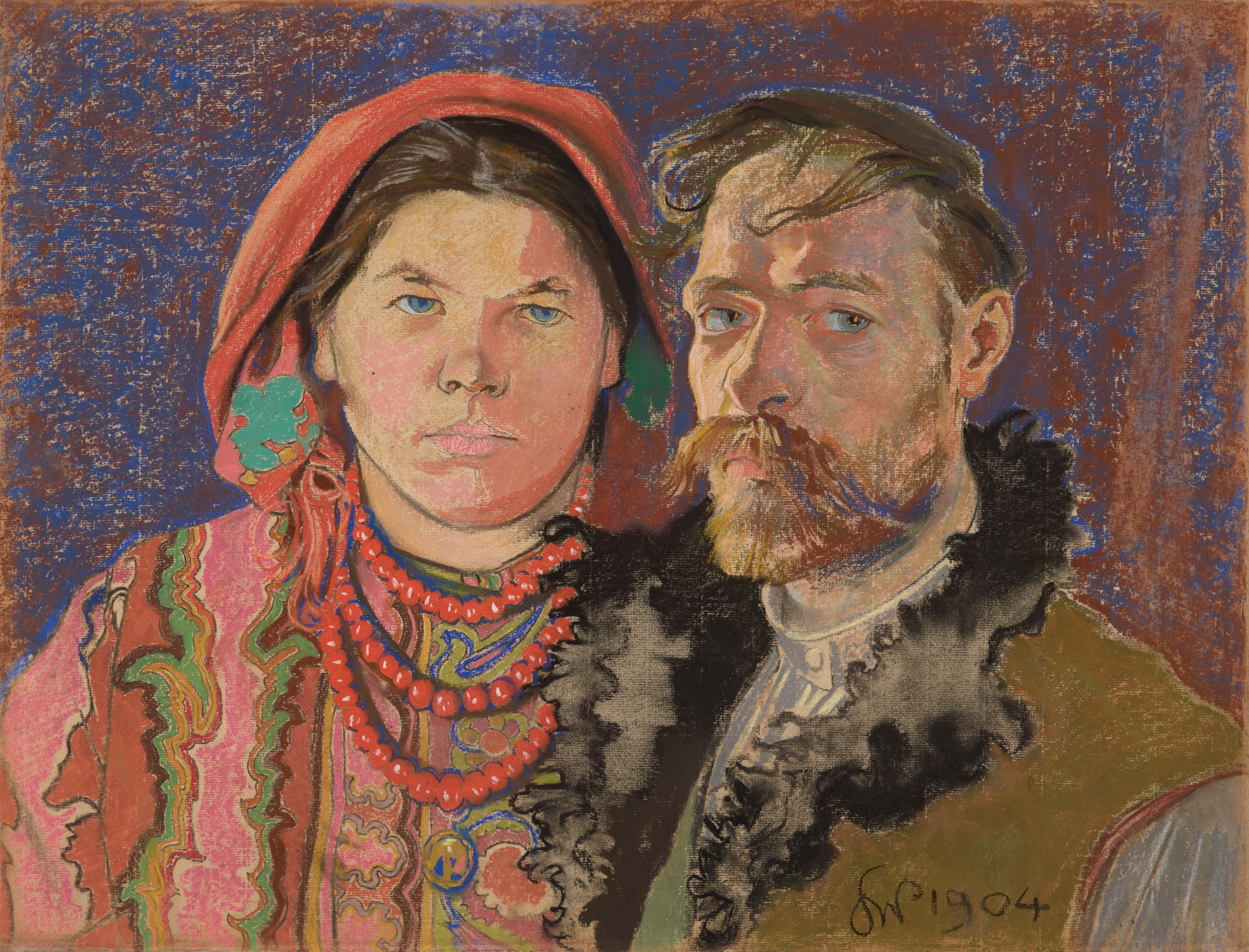
1904 în artă — Stanisław Wyspiański (1869 – 1907) – Portretul artistului și al soției sale
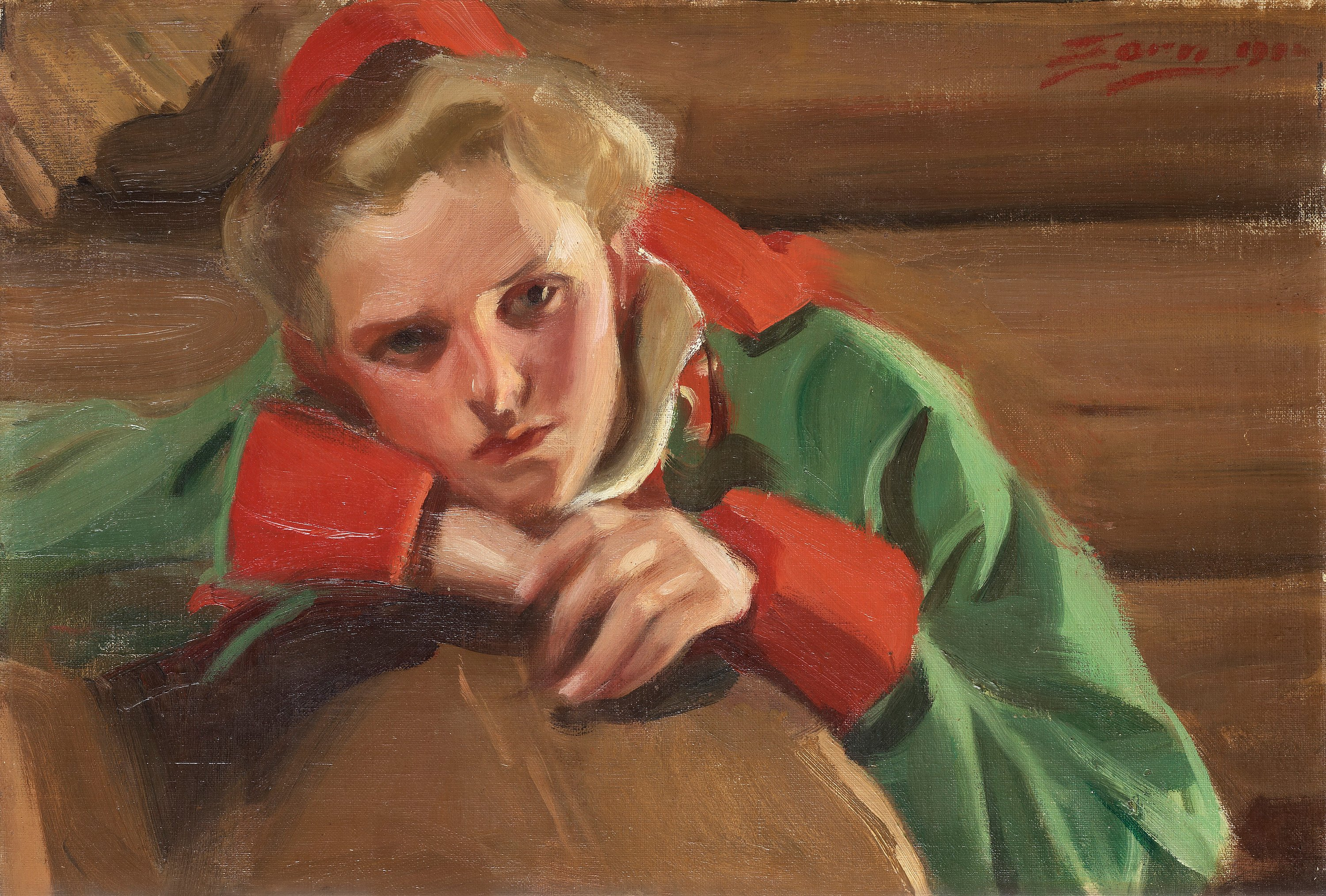
1904 în artă — Anders Zorn (1860 – 1920) – Portret al unei femei din Mora